# CECOSESOLA
CECOSESOLA —oficialmente Organismo de Integración Cooperativa Cecosesola— es una cooperativa de cooperativas de Venezuela. CECOSESOLA tenía para 2006 más de 300 trabajadores asociados, cerca de 20.000 asociados, y se compone de más de 80 cooperativas (de ahorro, de producción agrícola, etcétera) y asociaciones civiles.
CECOSESOLA fue seleccionada en 1998 por el Banco Interamericano de Desarrollo como una de las ocho experiencias más exitosas de organización comunitaria de América Latina.

## Nomenclatura
CECOSESOLA es un acrónimo para Central Cooperativa de Servicios Sociales de Lara. Cuando la nueva Ley de Cooperativas fue aprobada en 2001, mantuvieron el nombre de Cecosesola por el bien de la familiaridad, pero se redenominaron como Organismo de Integración Cooperativa Cecosesola.

## Historia
Cecosesola fue fundada en 1967 en la ciudad de Barquisimeto, estado Lara, empezando con un servicio funerario para los integrantes de las diez cooperativas afiliadas. En 1974 iniciaron un proceso de cuestionamiento en contra de la estructura jerárquica que estaban sosteniendo, la cual estaba burocratizando la cooperativa y desmotivándolos.
En 1976 emprendieron un proyecto de transporte autobusero en Barquisimeto como respuesta a intentos de incremento al precio del pasaje en aquel entonces, hecho con la participación activa de sus trabajadores y de la comunidad usuaria. De esta manera, el servicio autobusero de Cecosesola obtuvo mucha relevancia en la ciudad; sin embargo, luego de distintas manifestaciones para solicitar un subsidio para no aumentar sus tarifas, el gobierno de turno incautó buena parte de los bienes de Cecosesola, lo que paulatinamente significó el fin de este servicio aunado a una muy difícil situación económica con una deuda que ascendía a los 7 millones de dólares.
Luego, en 1984, comenzaron una red de venta de verduras y frutas en las mismas comunidades donde se trasladaban sus antiguas unidades de transporte. Poco a poco Cecosesola fue resurgiendo no solo cancelando las deudas, sino también materializando su red de ferias de consumo familiar. Este red atiende alrededor de 150.000 familias y obtiene ingresos anuales de 100 millones de dólares.
Más adelante, a partir de los noventa, Cecosesola optó por minimizar la dependencia estatal, por lo que se orientaron hacia el autofinanciamiento pleno. Desde 2002 fueron desarrollando su propia red sanitaria con diversos consultorios médicos y crearon su propio hospital cooperativo: el Centro Integral Cooperativo de Salud.

## Organización
La toma de decisiones por consenso, la rotación de tareas y sin estructuras jerárquicas establecidas son las principales características de esta organización. Los miembros expresaron sentirse con plenas posibilidades de ser parte de la toma de decisiones de la cooperativa, y de participar en numerosas reuniones abiertas a toda aquella persona que desee incorporarse. Debido a este éxito, otras cooperativas han tratado de duplicar el modelo de CECOSESOLA, pero sin buenos resultados.